# Jiang Wan

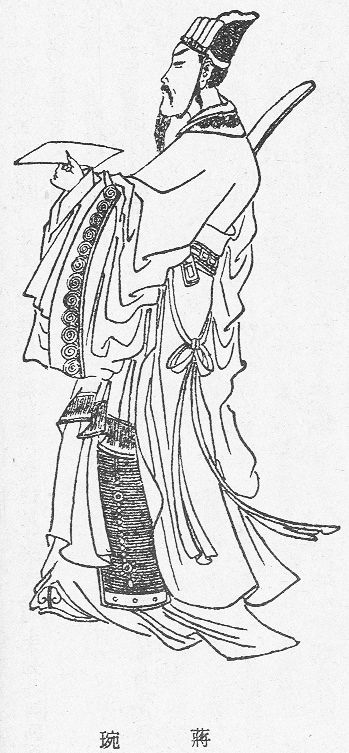
Illustration einer Qing-Ausgabe der Geschichte der Drei Reiche

Jiang Wan (chinesisch 蔣琬 / 蒋琬, Pinyin Jiǎng Wǎn; † 245), Großjährigkeitsname Gōngyǎn (公琰), war ein Beamter der Shu Han zur Zeit der Drei Reiche im alten China. Nach dem Tod Zhuge Liangs wurde er Regent für den Kaiser Liu Shan.

## Frühe Karriere
Jiang Wan stammte aus der Lingling-Kommandantur (零陵; heutiges nordwestliches Hunan) und war mit seinem Bruder Liu Min (劉敏) für Intelligenz schon im Kindesalter bekannt. Wann Jiang Wan den Dienst unter Liu Bei antrat, ist nicht sicher, aber als Liu Bei die Yi-Provinz (heutiges Sichuan und Chongqing) eroberte, befand sich Jiang Wan in seiner Armee. Nach Liu Beis Erfolg wurde Jiang Wan zum Bezirksmagistrat ernannt. Als Liu Bei ihn einmal überraschend zu einer Inspektion besuchte, fand er Jiang Wan nicht bei der Arbeit, sondern betrunken. Er wollte ihn hinrichten lassen, aber Zhuge Liang brachte ihn davon ab, indem er auf Jiang Wans Fähigkeiten verwies. Dennoch wurde Jiang Wan von seinem Posten verwiesen. Als Zhuge Liang nach Liu Beis Tod (223) Regent für den Nachfolger Liu Shan wurde, machte er Jiang Wan zu einem seiner Assistenten.

## Während Zhuge Liangs Regentschaft
Zhuge Liang schätzte Jiang Wans Talent, und Jiangs Rolle am Kaiserhof wurde immer bedeutender. Als Zhuge Liang 227 seine Nördlichen Expeditionen gegen die Wei begann, kümmerte sich Jiang Wan in Chengdu mit anderen Beamten um die Inneren Angelegenheiten. 230 machte Zhuge Liang in zu seinem Hauptassistenten und übertrug ihm die Logistik. Jiang Wan konnte ihm Truppen und Proviant sichern, und Zhuge Liang war sehr zufrieden.
Als Zhuge Liang 231 vom Verrat des Vizeregenten Li Yan erfuhr, entfernte er ihn von seinem Posten. Obwohl er Jiang Wan nicht zu Li Yans Nachfolger machte, gewann Jiang immer mehr Einfluss. Als Zhuge Liang auf seiner letzten Kampagne gegen die Wei (234) erkrankte, ließ Liu Shan ihn durch einen Boten fragen, wer ihm als Regent nachfolgen sollte. Zhuge Liang bestimmte Jiang Wan (und als dessen Nachfolger Fei Yi) und starb bald darauf.

## Als Regent
Jiang Wan war ein fähiger Verwalter und führte Zhuge Liangs Innenpolitik fort. Die Regierung blieb dadurch effizient. Weil er aber keine Begabung in militärischen Belangen hatte, gab er Zhuge Liangs Kampagnen gegen Wei auf und zog sogar 241 fast alle Truppen aus der wichtigen Grenzstadt Hanzhong (漢中, heutiges Hanzhong, Shaanxi) nach Fu (涪縣, heutiges Mianyang, Sichuan) ab. Damit gab Shu die Offensive auf und war für Wei keine weitere Bedrohung. Viele Wu-Beamte verstanden dies als Verrat an der Allianz und den Versuch eines Vergleichs mit Wei, aber der Wu-Kaiser Sun Quan sah darin nur ein Zeichen von Schwäche, und behielt recht.
Der einzige Feldzug, den Jiang Wan plante, war ein Angriff auf die Wei-Städte Weixing (魏興, heutiges Ankang, Shaanxi) und Shangyong (上庸, heutiges Shiyan, Hubei). Aber Jiang Wan verwirklichte diese Pläne nie.
Im Jahr 243 erkrankte Jiang Wan und übertrug seine Kompetenzen größtenteils auf Fei Yi und dessen Assistenten Dong Yun. Als der Wei-Regent Cao Shuang 244 Hanzhong angriff, konnte Fei Yi ihm eine vernichtende Niederlage beibringen. Jiang Wan behielt seinen Einfluss bis zu seinem Tod im Jahre 245. Postum wurde ihm der Name Gong (恭 = „respektvoll“) verliehen, und Fei Yi folgte ihm nach.
| Personendaten    | Personendaten                      |
| ---------------- | ---------------------------------- |
| NAME             | Jiang Wan                          |
| ALTERNATIVNAMEN  | Gongyan                            |
| KURZBESCHREIBUNG | Regent der Shu Han                 |
| GEBURTSDATUM     | 2. Jahrhundert oder 3. Jahrhundert |
| STERBEDATUM      | 245                                |